# Der Prinz von Capestrano
Der Prinz von Capestrano ist eine Novelle des österreichischen Schriftstellers Franz Karl Ginzkey. Sie erschien erstmals 1918 unter dem Titel Maddalena Gondi. Die erste Ausgabe unter dem neuen Titel kam 1921 mit Steinzeichnungen von Karl Alexander Wilke heraus. Es handelt sich um eine historische Erzählung, die im Florenz der Renaissancezeit spielt und das Schicksal einer Mutter behandelt.
Am Beginn steht die Fragestellung, die der Geschichte zugrunde liegt:

„Die unscheinbarsten Geschehnisse sind es oft, die das Schicksal eines Menschen beeinflussen oder bestimmen und ihn zuweilen unerbittlich auf den Weg des Aufstiegs oder des Niedergangs drängen. Doch liegt wohl ein Trugschluss darin, bei der Rückschau aus späteren Jahren gerade diesem einen Ereignis eine besondere Schuld beizumessen; denn auch dieses bedurfte des früheren, wie jede Minute der vorhergehenden bedarf, und schließlich ergänzt sich eins ins andere unmerklich von Sekunde zu Sekunde, wobei unter all den unzählbaren Augenblicken vielleicht nur zwei sich einer entscheidenden Wichtigkeit berühmen mögen: die der Geburt und des Todes.“

## Inhalt
Die historische Novelle spielt zur Zeit der Johanna von Österreich, Großherzogin von Toskana, und deren Rivalin Bianca Cappello, der Mätresse ihres Mannes Francesco I. de Medici, im 16. Jahrhundert in Florenz. Sie behandelt die mysteriöse Geburt von Bianca Cappellos Sohn, Antonio de’ Medici (1576–1621), des Prinzen von Capestrano. Die Erzählung stützt sich mit Ausnahme der Schilderung der Mutter auf die geschichtliche Überlieferung.
Die Heldin der Geschichte ist aber die Waise und unglückliche Jungfrau Maddalena Gondi. Diese lebte bei einer alten Frau als Bedienstete. Als sie eines Morgens in leicht bekleidetem Zustand den Fensterladen schließen will wird sie von einem Reiter gesehen, der auch die nächsten Tage vor ihrem Fenster vorbeikommt. Auch in Maddalena erwacht nun die Sehnsucht, und neugierig geht sie zur Stunde, da der Reiter zu kommen pflegte, diesem in die Stadt entgegen. An der Arno-Brücke wird sie Zeugin des Aufeinandertreffens der blassen und unglücklichen Großherzogin mit der kecken Bianca Cappello. Sie trifft nun wirklich den Reiter, der sie etwas außerhalb der Stadt zu einer Schenke führt. Sie trinkt reichlich vom dargebotenen Wein und ist von einer dirnenhaften Sängerin unangenehm berührt, die immerzu eine seltsame Strophe wiederholt:
Was tu ich da?

Die ganze Nacht die Füße an der Wiege,

Hab keinen Mann und heiße doch Mama.
Der Reiter verführt Maddalena und als er die nächsten Tage nicht wie gewohnt erscheint, sind ihre Hoffnungen nach Liebe zerstört. Bald war es ihr auch Gewissheit, dass sie schwanger war. Sie beschließt, die Schande zu ertragen, nach der Geburt aber ihr Kind ins Findelhaus zu bringen. Als sie sich das Haus schon davor verstohlen ansieht, wird sie von einer dunkel gekleideten Frau angesprochen. Diese verspricht ihr, das Kind solle bei einer vornehmen Frau aufwachsen und sie solle fünfhundert Goldstücke erhalten, wenn sie ihr das Kind überlasse. Sie dürfe aber nie wieder nach Florenz zurückkehren und niemand etwas davon erzählen.
Maddalena geht auf den Handel ein. Mit dem Geld kehrt sie in ihr Heimatdorf in den Abruzzen zurück und heiratet dort. Doch ist sie sehr unglücklich. Die Liebe einer Katze zu ihrem Jungen macht sie wehmütig, und sie geht entgegen der Vereinbarung doch nach Florenz zurück. Es wird ihr aber die Unsinnigkeit ihres Wunsches, etwas über ihr Kind zu erfahren, bewusst.
Als sie wieder in ihrem Dorfe ist, geschieht dort ein Unglück. Eine Kutsche war überfallen worden, der Kutscher ermordet und eine vornehme Dame darin schwer verwundet. Sie erkennt jene Frau, der sie ihr Kind übergeben hatte. Vor ihrem Sterben gesteht sie ihr vor Zeugen, dass sie Kammerfrau der Bianca Cappello sei und das Kind als deren Sohn Antonio de Medici aufwachse. Bianca hatte damit versucht, die Bindung des Großherzogs an sie zu festigen.
Maddalena geht entgegen der Abmachung wieder nach Florenz und versucht dort, ihr Kind zu sehen. Sie wird entdeckt, kommt vor Bianca Cappello und wird als Närrin den Turm gesperrt. Als die Großherzogin dem Medici endlich ein Kind gebärt, da wendet sich dieser wieder seiner Gemahlin zu. Bianca verlässt die Stadt mit Antonio und Maddalena wird freigelassen. Nur mühsam findet sie wieder in ihr altes Leben. Doch das Schicksal wendet sich erneut, und als Bianca wieder zurückkehrt und die Großherzogin stirbt, da wird Bianca die Frau des Großherzogs und ihr Sohn als Prinz von Capestrano legitimiert. Darüber freut sich die Mutter. Schon betagt und krank erfährt sie eines Tages, dass Antonio mit einer Hofgesellschaft in der Nähe des Dorfes in den Bergen bei der Jagd weile. Sie lässt sich nicht davon abbringen, ihn zu suchen und findet ihn auch wirklich. Noch sterbend gibt sie sich ihrem Kinde zu erkennen.

## Ausgaben
- Maddalena Gondi; in: Drei Frauen. Jos. A. Kienreich, 1918.
- Der Prinz von Capestrano. Wiener Literarische Anstalt, Wien 1921.
- Von wunderlichen Wegen. Sieben Erzählungen. L. Staackmann, Leipzig 1922.
- Der Prinz von Capestrano. Weltgeist-Bücher, Berlin 1928.
- Die dreißig Tänzer. Erzählungen. Bischoff, Berlin 1942.
- Meistererzählungen. Paul Zsolnay, Wien 1950.
- Ausgewählte Werke in vier Bänden. Bd. 2 Novellen. Kremayr & Scheriau, Wien 1960.
- Der Zahnweh-Herrgott und andere Novellen. Buchgemeinschaft Donauland, Wien 1982.